# Кременянка
Кременянка (пол. Kremienianka) — гірський потік в Україні, у Стрийському районі Львівської області у Галичині. Правий доплив Стрию, (басейн Дністра).

## Опис
Довжина потоку 4,5 км, найкоротша відстань між витоком і гирлом — 4,30  км, коефіцієнт звивистості потоку — 1,05 . Формується багатьма безіменними гірськими струмками. Потік тече у гірському масиві Сколівські Бескиди (зовнішня смуга Українських Карпат).

## Розташування
Бере початок на північно-західних схилах гори Добуш (1044 м). Тече переважно на південний захід поміж горами Кічера (833 м), Синій Камінь (888 м) та Прутуч-Верх (1000 м) і на північно-західній стороні від села Климець впадає у річку Стрий, праву притоку Дністра.

## Цікавий факт
- Неподалік від гирла потоку проходить автошлях М06[3].